# Coppa della Regina (pallavolo)
La Coppa della Regina è una competizione pallavolistica per squadre di club spagnole femminili, organizzata con cadenza annuale dalla RFEVB.

## Edizioni
| Edizione         | Edizione                   | Podio           | Podio     | Podio                  |
| Anno             | Sede della finale          | Campione        | Risultato | Finalista              |
| ---------------- | -------------------------- | --------------- | --------- | ---------------------- |
| 1975-76 Dettagli | Saragozza                  | Hispano Francès | -         | Medina Barcelona       |
| 1976-77 Dettagli | Segovia                    | Medina Madrid   | -         | Torrelavega            |
| 1977-78 Dettagli | Gijón                      | Medina Gijón    | -         | Arquitectura           |
| 1978-79 Dettagli | Burgos                     | Torrelavega     | -         | Espanyol               |
| 1979-80 Dettagli | Bilbao                     | Torrelavega     | -         | Sant Cugat             |
| 1980-81 Dettagli | Cáceres                    | Sant Cugat      | -         | Arquitectura           |
| 1981-82 Dettagli | Almería                    | Espanyol        | -         | Academia Universitária |
| 1982-83 Dettagli | Lérida                     | Hispano Francès | -         | Arquitectura           |
| 1983-84 Dettagli | Barcellona                 | Espanyol        | -         | Hispano Francès        |
| 1984-85 Dettagli | Gijón                      | Espanyol        | -         | Arquitectura           |
| 1985-86 Dettagli | Játiva                     | Espanyol        | -         | Tormo Barberá          |
| 1986-87 Dettagli | Onteniente                 | Tormo Barberá   | -         | Santa Coloma           |
| 1987-88 Dettagli | Alcorcón                   | Tormo Barberá   | -         | Espanyol               |
| 1988-89 Dettagli | San Javier                 | Tormo Barberá   | -         | Espanyol               |
| 1989-90 Dettagli | Almería                    | Espanyol        | -         | Tenerife               |
| 1990-91 Dettagli | Las Palmas de Gran Canaria | Tenerife        | -         | Espanyol               |
| 1991-92 Dettagli | Fuenlabrada                | Espanyol        | -         | Alcorcón               |
| 1992-93 Dettagli | Alcorcón                   | Alcorcón        | -         | Tenerife               |
| 1993-94 Dettagli | Avila                      | Alcorcón        | -         | Murcia                 |
| 1994-95 Dettagli | Torrelavega                | Ávila           | -         | Torrelavega            |
| 1995-96 Dettagli | Miranda de Ebro            | Albacete        | -         | Ávila                  |
| 1996-97 Dettagli | Avila                      | Tenerife        | -         | CDU Granada            |
| 1997-98 Dettagli | Santa Cruz de Tenerife     | Tenerife        | -         | CDU Granada            |
| 1998-99 Dettagli | Granada                    | Tenerife        | -         | CDU Granada            |
| 1999-00 Dettagli | Santa Cruz de Tenerife     | Tenerife        | -         | CDU Granada            |
| 2000-01 Dettagli | Avila                      | Tenerife        | -         | Diego Porcelos         |
| 2001-02 Dettagli | Gijón                      | Tenerife        | -         | Diego Porcelos         |
| 2002-03 Dettagli | Albacete                   | Tenerife        | -         | Diego Porcelos         |
| 2003-04 Dettagli | Albacete                   | Tenerife        | -         | Ávila                  |
| 2004-05 Dettagli | Las Palmas de Gran Canaria | Tenerife        | -         | Ávila                  |
| 2005-06 Dettagli | Murcia                     | Tenerife        | 3 - 0     | Las Palmas             |
| 2006-07 Dettagli | San Sebastián de los Reyes | CAV Murcia      | 3 - 0     | Aguere                 |
| 2007-08 Dettagli | Las Palmas de Gran Canaria | CAV Murcia      | 3 - 0     | Sanse                  |
| 2008-09 Dettagli | Ciutadella de Menorca      | CAV Murcia      | 3 - 1     | Ciutadella             |
| 2009-10 Dettagli | Monforte de Lemos          | CAV Murcia      | 3 - 0     | Diego Porcelos         |
| 2010-11 Dettagli | Albacete                   | CAV Murcia      | 3 - 2     | Ciutadella             |
| 2011-12 Dettagli | Salou                      | Haro            | 3 - 1     | Murillo                |
| 2012-13 Dettagli | Haro                       | Haro            | 3 - 1     | Murillo                |
| 2013-14 Dettagli | Logroño                    | Murillo         | 3 - 1     | Ciutadella             |
| 2014-15 Dettagli | Las Palmas de Gran Canaria | Logroño         | 3 - 0     | Iruña                  |
| 2015-16 Dettagli | Leganés                    | Logroño         | 3 - 1     | Iruña                  |
| 2016-17 Dettagli | Leganés                    | Haris           | 3 - 2     | Logroño                |
| 2017-18 Dettagli | San Cristóbal de La Laguna | Logroño         | 3 - 0     | Arona                  |
| 2018-19 Dettagli | Las Palmas de Gran Canaria | Logroño         | 3 - 0     | Haris                  |
| 2019-20 Dettagli | Ciutadella de Menorca      | Logroño         | 3 - 0     | Ciutadella             |
| 2020-21 Dettagli | Las Palmas de Gran Canaria | Alcobendas      | 3 - 2     | JAV Olímpico           |
| 2021-22 Dettagli | Lugo                       | Haris           | 3 - 1     | Emevé                  |
| 2022-23 Dettagli | Sant Cugat del Vallès      | Haris           | 3 - 2     | JAV Olímpico           |
| 2023-24 Dettagli | Dos Hermanas               | JAV Olímpico    | 3 - 1     | Ciutadella             |
| 2024-25 Dettagli | Ciutadella de Menorca      | Ciutadella      | 3 - 1     | Heidelberg             |

## Palmarès
| Squadra         | Titolo | Edizione                                                                                          |
| --------------- | ------ | ------------------------------------------------------------------------------------------------- |
| Tenerife        | 11     | 1990-91, 1996-97, 1997-98, 1998-99, 1999-00, 2000-01, 2001-02, 2002-03, 2003-04, 2004-05, 2005-06 |
| Espanyol        | 6      | 1981-82, 1983-84, 1984-85, 1985-86, 1989-90, 1991-92                                              |
| Logroño         | 6      | 2013-14, 2014-15, 2015-16, 2017-18, 2018-19, 2019-20                                              |
| CAV Murcia      | 5      | 2006-07, 2007-08, 2008-09, 2009-10, 2010-11                                                       |
| Tormo Barberá   | 3      | 1986-87, 1987-88, 1988-89                                                                         |
| Haris           | 3      | 2016-17, 2021-22, 2022-23                                                                         |
| Hispano Francès | 2      | 1975-76, 1982-83                                                                                  |
| Torrelavega     | 2      | 1978-79, 1979-80                                                                                  |
| Alcorcón        | 2      | 1992-93, 1993-94                                                                                  |
| Haro            | 2      | 2011-12, 2012-13                                                                                  |
| Medina Madrid   | 1      | 1976-77                                                                                           |
| Medina Gijón    | 1      | 1977-78                                                                                           |
| Sant Cugat      | 1      | 1980-81                                                                                           |
| Ávila           | 1      | 1994-95                                                                                           |
| Albacete        | 1      | 1995-96                                                                                           |
| Alcobendas      | 1      | 2020-21                                                                                           |
| JAV Olímpico    | 1      | 2023-24                                                                                           |
| Ciutadella      | 1      | 2024-25                                                                                           |